# Conde de Almoster

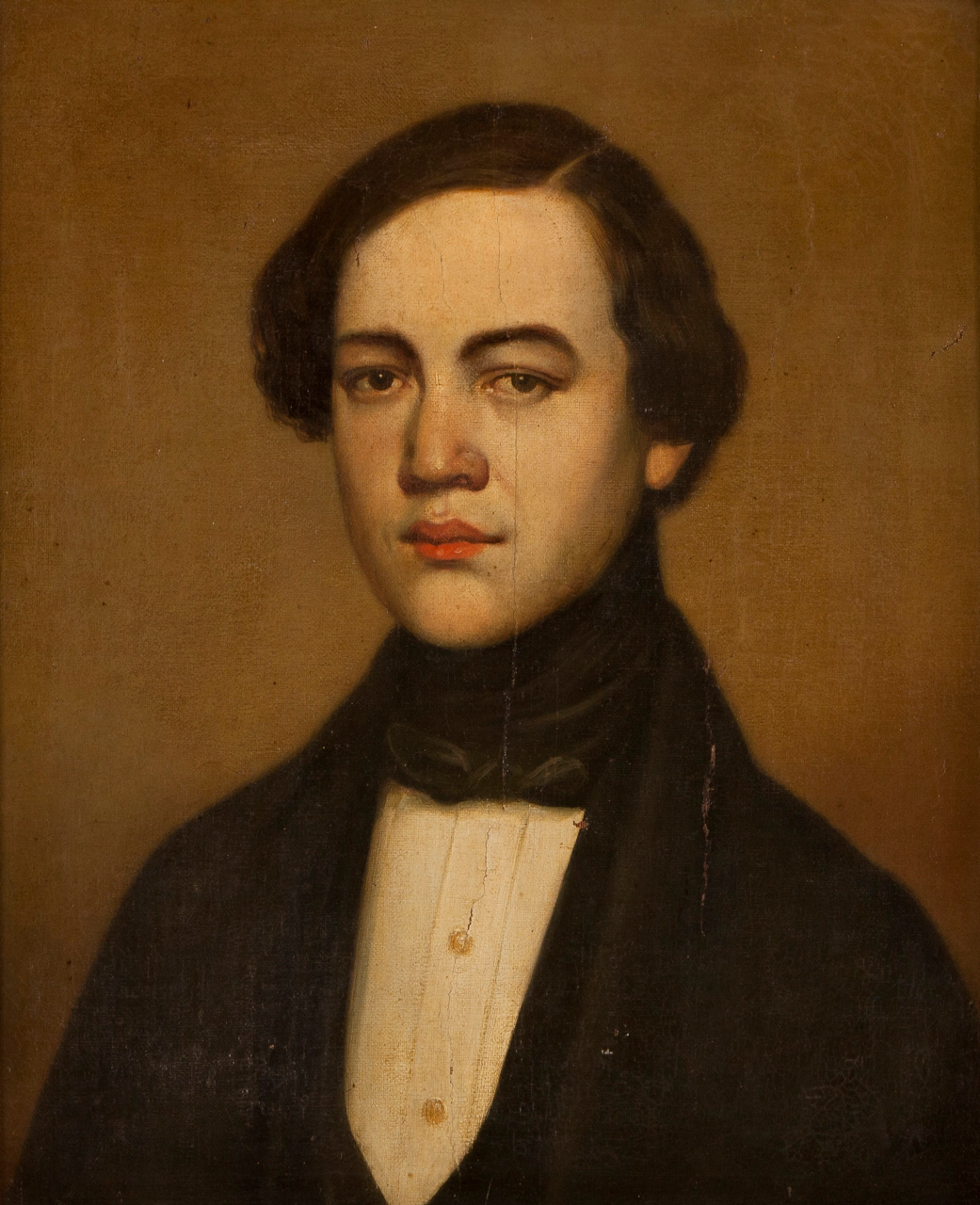
Augusto Carlos de Saldanha Oliveira e Daun, 1.º Conde de Almoster

Conde de Almoster é um título nobiliárquico criado em 1 de Dezembro de 1834 pela rainha D. Maria II de Portugal a favor de Augusto Carlos de Saldanha Oliveira e Daun, filho primogénito e herdeiro de João Carlos de Saldanha Oliveira e Daun, 1.º Duque de Saldanha. Este é um título que começou por ser destinado ao herdeiro da Casa de Saldanha mas posteriormente passou a ser concedido a filhos segundos dos Marqueses e Duques de Saldanha, ficando então o título de Conde de Saldanha reservado ao herdeiro desta casa.

## Condes de Almoster
1. Augusto Carlos de Saldanha Oliveira e Daun (1821-1945); sem geração; herdeiro do 1.º Duque de Saldanha mas não sobreviveu ao pai, tendo falecido antes de herdar os títulos de Marquês e Duque de Saldanha;
2. João Carlos de Saldanha Oliveira e Daun (1858-1897), 2.º conde de Almoster; herdeiro do 2.º Duque de Saldanha;
3. João Carlos de Saldanha Oliveira e Daun (1889-?), 3.º conde de Almoster; filho do predecessor.

Após a implementação da República e o fim do sistema nobiliárquico, tornou-se pretendente ao título D. Nuno Manuel de Saldanha Oliveira e Daun (1948-), filho segundo do predecessor.

## Ligações Externas
- Condes de Almoster - Aristocracia Portuguesa